# Timotei Cipariu

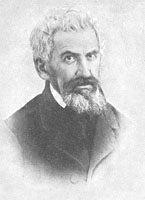
Timotei Cipariu

Timotei Cipariu (* 21. Februar 1805 in Pănade, heute Gemeinde Sâncel, Siebenbürgen; † 3. September 1887 in Blaj) war ein rumänischer griechisch-unierter Priester, Philologe und Politiker.

## Biographie
Timotei Cipariu besuchte von 1816 bis 1820 das Gymnasium in Blaj und anschließend das dortige unierte Priesterseminar (1820–22 philosophische, 1822–25 theologische Studien). 1827 wurde er zum Priester geweiht. Ab 1828 lehrte er Philosophie am Gymnasium  in Blaj, ab 1830 war er Professor für Dogmatik am Priesterseminar in Blaj.
1836 reiste er mit George Barițiu nach Bukarest. Er wurde einer der bedeutendsten Führer der Rumänen aus Siebenbürgen in ihrem nationalen Emanzipationskampf von 1848 bis 1851.
Ab den 1850er Jahren gehörte er zu den wichtigsten Forschern auf dem Gebiet der rumänischen Sprache. Er war einer der Führer der Bestrebung, Wörter slawischen Ursprungs in der rumänischen Sprache durch solche lateinischen Ursprungs zu ersetzen, vermied jedoch das Extrem vieler Zeitgenossen, die Sprache vollständig zu „reinigen“.
Am 4. November 1861 war Cipariu Mitbegründer, später auch Präsident (1877–1887) der ASTRA und 1866 eines der Gründungsmitglieder der Rumänischen Akademie.